# Campeonato Paulista de Voleibol Masculino de 2022
O Campeonato Paulista de Voleibol Masculino de 2022 é a 50ª edição desta competição organizada pela Federação Paulista de Volleyball. Iniciado em 20 de setembro até 17 de outubro.

## Participantes
| Equipe                  | Cidade              | Em 2021   | Títulos |
| ----------------------- | ------------------- | --------- | ------- |
| Volei Renata            | Campinas            | 1º        | 1       |
| Vôlei Guarulhos         | Guarulhos           | 2º        | -       |
| Farma Conde São José    | São José dos Campos | 3º        | -       |
| Sesi São Paulo          | São Paulo           | 4º        | 4       |
| Climed/Atibaia          | Atibaia             | 5º        | -       |
| Vôlei Futuro            | Araçatuba           | 6º        | 1       |
| Suzano Esporte Clube    | Suzano              | 7º        | -       |
| Super Vôlei Santo André | Santo André         | 8º (2018) | -       |

## Forma de disputa
Na primeira fase as oito equipes jogaram entre si em turno único. As quatro melhores equipes avançaram para as semifinais, já as duas equipes vencedoras desta fase passaram para a final do campeonato, com disputa do set de ouro em caso de empate.
A classificação foi gerida da seguinte forma:
1. Maior número de partidas ganhas.
2. Maior número de pontos obtidos, que são concedidos da seguinte forma:
  - Partida com resultado final 3-0: 5 pontos para o vencedor e 0 pontos para o perdedor.
  - Partida com resultado final 3-1: 4 pontos para o vencedor e 1 pontos para o perdedor.
  - Partida com resultado final 3-2: 3 pontos para o vencedor e 2 pontos para o perdedor.
3. Proporção entre pontos ganhos e pontos perdidos (razão de pontos).
4. Proporção entre os sets ganhos e os sets perdidos (relação Sets).
5. Se o empate persistir entre duas equipes, a prioridade é dada à equipe que venceu a última partida entre as equipes envolvidas.
6. Se o empate persistir entre três equipes ou mais, uma nova classificação será feita levando-se em conta apenas as partidas entre as equipes envolvidas.